# L'impero dei draghi
L'impero dei draghi è un romanzo dello scrittore italiano Valerio Massimo Manfredi, uscito nel 2005. È ambientato durante l'Impero romano, nel momento della successione alla carica di imperatore tra Valeriano e Gallieno. È stato inoltre vincitore della prima edizione del Premio Emilio Salgari, nel 2006.

## Trama
La storia (ispirata ad un soggetto e a una sceneggiatura cinematografica del 2002 di Lorenzo De Luca, esperto di Arti Marziali) ha inizio in Mesopotamia, nell'anno 260. I Persiani stanno stringendo d'assedio la città di Edessa, e l'Imperatore Valeriano accetta di prendere parte a un incontro nell'accampamento del re nemico Shapur per stabilire una tregua: a fargli da scorta sarà un corpo di guardia guidato da Marco Metello Aquila, comandante della Seconda Legione Augusta. Ma l'incontro si rivela essere una trappola, e Valeriano viene catturato e preso prigioniero insieme ai pochi soldati sopravvissuti; tra di loro, Metello inoltre assiste impotente alla morte della moglie, uccisa a colpi di frecce, che intuendo il piano dei persiani era uscita dalla città per cercare di salvarlo; il loro figlio, appena dodicenne, sarà portato a Milano sotto falso nome su ordine del nuovo imperatore Gallieno (che teme la fama del padre del ragazzo ma che allo stesso tempo ha anche paura di ucciderlo).
Metello, i suoi uomini e l'imperatore vengono portati nel campo di lavoro forzato di Aus Daiwa in Persia, e condannati alla schiavitù in miniera. Incontrano anche un anziano schiavo, Uxal, che offre loro il proprio aiuto spiegandogli le regole del campo e usando per loro conto i buoni rapporti che ha instaurato con alcune delle guardie in anni di schiavitù. La vita ad Aus Daiwa è dura, e nei mesi che seguono un giovane legionario muore di stenti; la stessa sorte toccherà dopo poco tempo a Valeriano, e il tentativo dei legionari di tributargli un funerale decoroso nonostante le proibizioni e le direttive imposte dalle guardie costerà loro il trasferimento nella parte più profonda e angusta della miniera, dove la speranza di vita nel lungo periodo è quasi nulla. Nonostante ciò, Metello e i suoi uomini riescono a ribellarsi alle guardie uccidendole tutte e, attraverso un passaggio segreto, fuggono dal campo, riuscendo a recuperare anche le loro armature. Dopo essere rimasti per giorni nascosti nel letto di un fiume in secca per sfuggire alla caccia all'uomo organizzata dai persiani, trovano rifugio in un accampamento di mercanti; lì i legionari conoscono Daruma, un mercante indiano che si offre di riportarli indietro a condizione che loro lo aiutino a compiere una missione segreta che sta per intraprendere, ossia recuperare un misterioso viaggiatore d'oriente e riportarlo a casa. Seppur desiderosi di tornare subito a casa, Metello e i suoi uomini accettano per onore e riconoscenza.
L'incontro con il misterioso viaggiatore avviene sulle rive del Golfo Persico; il suo nome è Dan Qing, ed è il principe del regno di Wei, uno dei tre regni in cui è attualmente suddivisa la Cina. Metello riconosce il principe come uno dei personaggi che lo aveva scortato presso Aus Daiwa, ma che era sempre tenuto d’occhio come se anch'esso fosse un prigioniero: Dan Qing era infatti l'ambasciatore cinese in terra persiana, ma da ospite era presto divenuto un ostaggio e in seguito anch'egli era fuggito dalle guardie persiane, le stesse che stavano inseguendo il gruppo di legionari. Fin dall'inizio, Dan Qing appare come un uomo introverso e misterioso, in quanto appartenente a una cultura molto diversa da quella romana, e dotato di abilità ascetiche e marziali inusuali; rimastone incuriosito e affascinato, Metello riesce, pur a fatica, a rompere il muro di riservatezza e di silenzio eretto dal principe fino a diventargli quasi amico. Durante il viaggio via mare, però, la nave di Daruma incappa in una violenta tempesta, e Uxal, che aveva seguito i legionari nella loro fuga dal campo, viene trascinato via dalle onde. La navigazione si ferma nel sud dell'India, e da qui in poi il gruppo dovrà proseguire a piedi, sia perché le condizioni della nave non consentono di andare oltre, sia perché vi è la possibilità che i porti del nord della Cina siano in mano a nemici di Dan Qing. Il gruppo attraversa quindi le fitte foreste indiane per poi giungere al confine della Cina, ma poco dopo averlo attraversato la carovana viene assalita da un gruppo di Volpi Volanti, gli spietati sicari agli ordini dei potenti dello stato, dando a Dan Qing la conferma che non solo i suoi nemici hanno preso il potere, ma anche che sanno del suo arrivo. Nonostante qualche difficoltà, l'assalto viene respinto, grazie anche e soprattutto alla tecnica di combattimento dei legionari, la testudo, ignota alle Volpi Volanti.
Poco tempo dopo, Metello e il resto della carovana giungono in un piccolo villaggio sulle pendici dell'Himalaya, dove si trova però un sontuoso palazzo, eretto per commemorare il luogo in cui nacque il principe, e dove si sono radunati i suoi pochi fedelissimi. Il loro capo è il generale Baj Renjie, che prende subito in antipatia i soldati romani, soprattutto per l'ascendente che Metello dimostra di aver ottenuto nei confronti del principe durante il viaggio. Inoltre, né Metello né il resto dei legionari si inchinano mai dinanzi al principe, in quanto tradizioni assenti nell'impero romano, e perché essi ritengono di essere davanti ad un loro pari, proprio come avveniva con il loro imperatore Valeriano. Durante la sosta, il legionario Rufo, che era stato ferito nell'attacco delle Volpi Volanti, viene medicato senza difficoltà grazie alle avanzatissime tecniche della medicina cinese, e Dan Qing incontra un santone indiano che lo avverte di come il suo trono sia minacciato e di come la leggenda dei Trecento Diavoli Mercenari potrà aiutarlo a riottenerlo.
Dopo essersi congedati da Daruma, il principe e la sua scorta si rimettono in viaggio e raggiungono il Monastero delle Acque Sussurranti dove vive e insegna il maestro Wangzi, mentore di Dan Qing, ma poco dopo esservi entrati i soldati e il principe si accorgono troppo tardi che il monastero è stato già attaccato e occupato dagli uomini di Wei, e che Wangzi è stato ucciso. Anni addietro, prima che Dan Qing partisse per l'ambasceria in Persia che in seguito si sarebbe trasformata in permanenza forzata come ostaggio, Wei venne fatto castrare dal principe quando questi scoprì che il giovane frequentava la principessa Yun Shan; ora che ha il potere, Wei vuole vendicarsi infliggendo all'ex-principe ogni sorta di castigo. Dan Qing, Metello e i suoi uomini vengono portati prigionieri a Luoyang, la capitale del regno, nonostante il tentativo di liberarli da parte di Yun Shan, che Metello aveva intravisto di sfuggita nel tempio, e di un gruppo di monaci dell'ordine segreto del Loto Rosso, gli unici monaci combattenti ancora fedeli al principe. Sfuggita alle guardie di Wei, Yun Shan incontra Daruma, arrivato in città per proprio conto, e i due si accordano per trovare un modo per liberare il principe e i romani.
Poco tempo dopo, Wei si interroga sull'identità della scorta del principe, e viene a sapere dal suo anziano consigliere dei Trecento Diavoli Mercenari, in realtà esistiti veramente, e di cui Metello e gli altri potrebbero avere la stessa origine; inoltre, per ingraziarsi i favori del popolo, e sempre su suggerimento del consigliere, Wei decide di organizzare uno spettacolo gladiatorio simile a quelli che si svolgono nella terra natale dei barbari, che veda battersi tra di loro i romani e le Volpi Volanti. Pur consapevoli di non avere molte speranze, Metello e i suoi uomini accettano la sfida in cambio della libertà in caso di vittoria, e scendono nell'arena armatisi di tutto punto. A dispetto delle previsione iniziali, la battaglia è tutta a vantaggio dei romani, ma Wei, che teme che un'eventuale sconfitta delle sue Volpi Volanti finirebbe per sminuire la sua autorità, decide di giocare sporco e invia continuamente nuovi guerrieri a sostituire quelli caduti; la resistenza dei romani è ben presto sfiaccata, e uno dopo l'altro cadono uccisi. Rimane in vita solo Metello, gravemente ferito, e poiché si rifiuta di morire, Wei scende personalmente in campo per giocare un po' con lui prima di dargli il colpo di grazia, ignaro però che Yun Shan, nascosta tra il pubblico, ha usato l'arte segreta per prendere su di sé il colpo che avrebbe dovuto ricevere il romano, salvandogli di fatto la vita. Apparentemente morto, Metello viene recuperato da Yun Shan al cimitero e, con l'aiuto di Daruma, imbarcato su una barchetta che conduce i due a Li-Cheng, il villaggio segreto dell'ordine del Loto Rosso.
Ristabilitosi nei mesi successivi, Metello viene inviato al mondo delle Arti Marziali e della filosofia taoista in generale per poter apprendere le conoscenze necessarie che gli serviranno per vendicare i suoi compagni caduti. Nel mentre, il suo legame con Yun Shan diventa sempre più forte, e con il tempo il romano comincia a perdersi sempre più in quel mondo così mistico e diverso dal suo, finendo quasi per dimenticare il suo desiderio iniziale di tornare a casa da suo figlio. I suoi ricordi si ridestano nel momento in cui la ragazza gli racconta la storia dei Trecento Diavoli Mercenari, arrivati da occidente all'epoca della Dinastia Han e diventati la guardia del corpo dell'Imperatore, e che Metello riconosce come la leggendaria Legione Perduta scomparsa nel nulla quando Crasso invase la Partia. Il villaggio di Li-Cheng, che sorge sopra la tomba dell'imperatore e in cui si trovano i resti delle armi e delle armature dei Trecento Diavoli Mercenari indossate da statue di argilla, è la dimora dei discendenti di quei guerrieri.
Poco dopo, però, si viene a sapere che Wei ha in qualche modo scoperto la posizione del villaggio di Li-Cheng, e ora vi si sta dirigendo con tutto il suo esercito per schiacciare la più pericolosa minaccia al suo dominio. La battaglia sembra senza speranza, ma grazie all'abilità strategica di Metello e agli appunti di un progettista militare romano rinvenuti nella tomba il villaggio viene fortificato, e vengono costruite macchine da guerra mai viste in Cina che riescono a seminare distruzione tra le file di Wei; come ultimo affondo, Metello, grazie ad un acuto stratagemma, convince l'esercito nemico che i leggendari Trecento Diavoli Mercenari siano risorti dalla tomba per combattere al fianco di Dan Qing, facendo fuggire buona parte di loro e determinando così la vittoria degli assediati. Wei però si rifiuta di arrendersi e, inoltratosi nella tomba, ingaggia un duro confronto con Metello, il quale però riesce a ucciderlo. Resta però da capire chi abbia rivelato la posizione di Li-Cheng al nemico: i sospetti iniziali si concentrano su Daruma, ma la sua innocenza viene dimostrata dalla scoperta del cadavere impiccato di Baj Renjie in una tenda dell'accampamento dismesso di Wei.
Finito tutto, la dinastia di Dan Qing può essere restaurata, ma Metello, nonostante le fastose promesse del suo nuovo amico circa un posto d'onore nella sua corte e le notizie portate dai messaggeri secondo cui l'impero romano negli ultimi anni sarebbe caduto, decide comunque di tornare a casa. Yun Shan parte assieme a lui, e dopo alcuni mesi Metello ritorna ad Edessa, scoprendo che in realtà l'impero esiste ancora ed è anzi più forte di prima.

## Edizioni
- Valerio Massimo Manfredi, L'impero dei draghi, collana Omnibus italiani, Arnoldo Mondadori Editore, 2005,  p. 423, ISBN 978-88-04-53417-4.
- Valerio Massimo Manfredi, L'impero dei draghi, I miti, Mondadori, 2006,  p. 450, ISBN 978-88-04-55582-7.
- Valerio Massimo Manfredi, L'impero dei draghi, Oscar bestsellers, Mondadori, 2007,  p. 418, ISBN 978-88-04-56201-6.
- Valerio Massimo Manfredi, L'impero dei draghi, Oscar bestsellers, Mondadori, 30 maggio 2016,  p. 420, ISBN 978-88-04-66716-2.
- Valerio Massimo Manfredi, L'impero dei draghi, lettore: Michele Inturri, Feltre: Centro internazionale del libro parlato, 2009